# Minona peteraxi
Minona peteraxi är en plattmaskart som beskrevs av Tor Karling 1978. Minona peteraxi ingår i släktet Minona och familjen Monocelididae. Inga underarter finns listade i Catalogue of Life.